# Ilona Szmertnik
Ilona Szmertnik, coniugata Szabóné (Žihárec, 29 maggio 1926), è un'ex cestista ungherese.

## Carriera
Con l'Ungheria ha disputato i Campionati del mondo del 1957 e due edizioni dei Campionati europei (1956, 1958).